# Бабезиоза
Бабезиоза е паразитно заболяване подобно на маларията, предимно по селскостопанските и домашни животни, но се среща и при хората. Заболяването се причинява от едноклетъчните пироплазмени протозои от рода Бабезия, паразитиращи върху червените кръвни телца. Пренасят се от кърлежи, в които се размножават. Предават се наследствено до около четвърто поколение. След трипанозомата, бабезията се счита за второто най-широко разпространено хематологично заболяване при бозайниците и е особено икономически пагубно в страни без студен сезон.
Засягат се силно кръвообращението, дихателната и отделителната системи, централната нервна система. Отличават се с висока смъртност на заразените животни, но ако кръвните изменения не са твърде тежки, лечението е успешно.

## Засегнати видове
Хора, кучета, котки, овце, говеда, коне и др.

## При хората
Бабезия микроти и Бабезия дивергенс (на латински: Babesia microti и Babesia divergens) са видовете, най-често срещани при човешката бабезия. Човешки инфекции с други видове са документирани, но редки. Макар че е изключително рядко заболяване при хората, днес има много записани случаи на заболявания като се счита, че дотогава мнозина от невключените в списъка на заболелите са били неправилно диагнозирани. С увеличаване на осторожността на медицинските работници, се е увеличила детекцията на човешката бабезиоза.

## Симптоми
- повишена температура;
- анемия;
- жълтеница;
- намален апетит
- отслабване;
- затруднено дишане;
- увеличен далак;
- увеличени лимфни възли;
- хематурия (кръв в урината).